# Макдугалл, Чарльз
Чарльз Макдугалл (англ. Charles McDougall) — британский и американский режиссёр и продюсер, работающий в основном на телевидении, лауреат премий «Эмми» и BAFTA.
Вплоть до начала двухтысячных, Макдугалл, работал на британском телевидении и снимал независимые фильмы. После успеха сериала «Близкие друзья», он перебрался в США, где снял несколько эпизодов сериала «Секс в большом городе». В 2004 году, за режиссуру пилотного эпизода сериала «Отчаянные домохозяйки», Макдугалл выиграл премию «Эмми». В США он также работал над сериалами «Большая любовь», «Хорошая жена», «Офис» и многими другими. Макдугалл часто выступает в качестве режиссёра пилотных эпизодов и все из его работ получали зелёный свет на последующее производство сериала.

## Фильмография

### Режиссёр
| Год       | Русское название                                 | Оригинальное название                                   | Примечания                                         |
| --------- | ------------------------------------------------ | ------------------------------------------------------- | -------------------------------------------------- |
| 1990      |                                                  | Arrivederci Millwall                                    |                                                    |
| 1991      | Катастрофа                                       | Casualty                                                | Эпизод: «Dangerous Games»                          |
| 1992      |                                                  | Inside Out III                                          | видео (Эпизод: «Dogs Playing Poker»)               |
| 1992      | Между строк                                      | Between the Lines                                       | 3 эпизода                                          |
| 1992      |                                                  | Inside Out IV                                           | видео (Эпизоды: «Put Asunder» и Save the Wetlands) |
| 1994      | 99-1                                             | 99-1                                                    | Эпизоды: «The Hard Sell» и «Doing the Business»    |
| 1995      | Метод Крекера                                    | Cracker                                                 | Эпизоды: «Best Boys: Part 2» и «Best Boys: Part 1» |
| 1995      | Правила совместной жизни                         | Rules of Engagement                                     |                                                    |
| 1996      | Хиллсборо                                        | Hillsborough                                            | Телефильм                                          |
| 1997      | Правила совместной жизни                         | Rules of Engagement                                     | Телефильм                                          |
| 1999      | Близкие друзья                                   | Queer as Folk                                           | 4 эпизода                                          |
| 1999      | Трансплантант                                    | Heart                                                   |                                                    |
| 1999      | Истории подземки                                 | Tube Tales                                              | Отрезок: Steal Away                                |
| 2000      | Страна чудес                                     | Wonderland                                              | Сериал                                             |
| 2000-2002 | Секс в большом городе                            | Sex and the City                                        | 6 эпизодов                                         |
| 2002      | Воскресенье                                      | Sunday                                                  | Телефильм                                          |
| 2003      | Кин Эдди                                         | Keen Eddie                                              | Эпизод: «Achtung, Baby»                            |
| 2004      | Отчаянные домохозяйки                            | Desperate Housewives                                    | Эпизоды: «Unaired Pilot» и «Pilot»                 |
| 2004      | Взлёт и падение Хайди Флейс                      | Call Me: The Rise and Fall of Heidi Fleiss              | Телефильм                                          |
| 2005      | Отчаянные домохозяйки: Опра Уинфри новая соседка | Desperate Housewives: Oprah Winfrey Is the New Neighbor | Короткометражный фильм                             |
| 2005—2012 | Офис                                             | The Office                                              | 8 эпизодов                                         |
| 2006      | Капитуляция Дороти                               | Surrender, Dorothy                                      | Телефильм                                          |
| 2006      | Большая любовь                                   | Big Love                                                | Эпизоды: «Home Invasion» и «Viagra Blue»           |
| 2007      | Тюдоры                                           | The Tudors                                              | Эпизоды: «Simply Henry» и «In Cold Blood»          |
| 2007      | Мужчины в большом городе                         | Big Shots                                               | Эпизод: «Pilot»                                    |
| 2007      |                                                  | Backyards & Bullets                                     | Телефильм                                          |
| 2008      | Хорошее поведение                                | Good Behavior                                           | Телефильм                                          |
| 2009      | Хорошая жена                                     | The Good Wife                                           | Эпизоды: «Stripped» и «Pilot»                      |
| 2009—2011 | Парки и зоны отдыха                              | Parks and Recreation                                    | Эпизоды: «Pawnee Rangers» и «Kaboom»               |
| 2011      | Власть закона                                    | The Chicago Code                                        | Эпизод: «Pilot»                                    |
| 2012—2013 | Проект Минди                                     | The Mindy Project                                       | 3 эпизода                                          |
| 2013      | Карточный домик                                  | House of Cards                                          | Эпизоды: «Chapter 8» и «Chapter 7»                 |
| 2014      | Воскрешение                                      | Resurrection                                            | Эпизод: «The Returned»                             |
| 2015      | Секреты и ложь                                   | Secrets & Lies                                          | Эпизод: «Pilot»                                    |
| 2020      | Ана                                              | Ana                                                     |                                                    |

### Продюсер
| Год       | Русское название | Оригинальное название | Примечания                                |
| --------- | ---------------- | --------------------- | ----------------------------------------- |
| 2007      | Тюдоры           | The Tudors            | Эпизоды: «Simply Henry» и «In Cold Blood» |
| 2007      |                  | Backyards & Bullets   | Телефильм                                 |
| 2009      | Хорошая жена     | The Good Wife         | Эпизоды: «Stripped» и «Pilot»             |
| 2011      | Власть закона    | The Chicago Code      | Эпизод: «Pilot»                           |
| 2012-2014 | Проект Минди     | The Mindy Project     | 26 эпизодов                               |
| 2014      | Воскрешение      | Resurrection          | Эпизод: «The Returned»                    |

## Награды и номинации
| Год  | Награда                                          | Категория                               | Работа                | Результат |
| ---- | ------------------------------------------------ | --------------------------------------- | --------------------- | --------- |
| 1997 | BAFTA                                            | Best Single Drama                       | Хиллсборо             | Победа    |
| 1999 | ЛГБТ-кинофестиваль в Сиэтле                      | Премия за выдающиеся достижения         | Близкие друзья        | Победа    |
| 1999 | Austin Gay & Lesbian International Film Festival | Приз зрительских симпатий               | Близкие друзья        | Победа    |
| 2001 | Прайм-таймовая премия «Эмми»                     | Лучший режиссёр в комедийном сериале    | Секс в большом городе | Номинация |
| 2002 | Method Fest                                      | Лучший полнометражный фильм             | Воскресенье           | Победа    |
| 2002 | Method Fest                                      | Лучший режиссёр                         | Воскресенье           | Победа    |
| 2005 | Прайм-таймовая премия «Эмми»                     | Лучший режиссёр в комедийном сериале    | Отчаянные домохозяйки | Победа    |
| 2005 | Гильдия режиссёров Америки                       | Выдающиеся режиссёрские достижения      | Отчаянные домохозяйки | Номинация |
| 2013 | Online Film & Television Association             | Лучший режиссёр в драматическом сериале | Карточный домик       | Номинация |